# Robert Warren
Pas d'image ? Cliquez ici

b Matchs officiels uniquement.
Dernière mise à jour le 7 juin 2012.
Robert Gibson Warren, né le 4 septembre 1865 dans le Comté de Meath et mort le 19 novembre 1940 à Bray, est un joueur de rugby à XV, qui joue avec l'équipe d'Irlande de 1885 à 1890, évoluant au poste de demi de mêlée ou de demi d'ouverture. Il en a été le capitaine. 

## Biographie
Robert Warren obtient sa première cape internationale le 7 février 1885 avec l'équipe d'Irlande à l'occasion d'un match contre l'équipe d'Angleterre dans le cadre du Tournoi britannique de rugby à XV 1885. Il joue son dernier match international le 15 mars 1890 contre l'équipe d'Angleterre dans le cadre du Tournoi britannique de rugby à XV 1890. La première victoire de l'équipe d'Irlande à Lansdowne Road est la première victoire de l'Irlande sur l'Angleterre le 5 février 1887 sur le score de 6 à 0. C'est seulement la deuxième victoire en vingt-cinq rencontres de l'équipe nationale. Robert Warren est le capitaine de l'équipe, Robert Montgomery et CR Tillie inscrivent deux essais transformés par Daniel Rambaut. Il arbitre également plusieurs matchs de rugby.

## Statistiques en équipe nationale
- 15 sélections
- 0 points (1 essai marqué)
- Sélections par année : 3 en 1885, 1 en 1886, 3 en 1887, 3 en 1888, 2 en 1889, 3 en 1890
- Participation à 6 Tournois britanniques en 1885, 1886, 1887, 1888, 1889 et 1890